# Manuel Alfaro de la Torre
Manuel Alfaro de la Torre conegut com a Manolo Alfaro (Alcalá d'Henares, Comunitat de Madrid, 19 de gener de 1971), és un exfutbolista espanyol. Va jugar de davanter a primera divisió amb l'Atlètic de Madrid, Reial Valladolid, Hèrcules CF i Vila-real CF.

## Trajectòria esportiva
Alfaro va ser un futbolista destacat dels anys 1990 i principis dels 2000. Va començar en l'equip de la seva ciutat natal, en la Real Sociedad Deportiva Alcalá, on va romandre diversos anys en les categories inferiors. El Real Madrid CF li va realitzar una prova per a jugar en els infantils, però no va ser triat. Després de destacar en l'Alcalá, eñ va fitxar l'Atlètic de Madrid, club en el qual va estar quatre temporades, i només l'última com a integrant de la primera plantilla. Va debutar en Primera Divisió de la mà de l'entrenador Joaquín Peiró, el 25 d'abril de 1990, en un Atlético de Madrid-CD Logroñés (3-1).
En la temporada 1989/90 va disputar 2 partits, ambdós en l'Estadi Vicente Calderón, contra l'esmentat Logroñés i contra el Reial Madrid. En la temporada 1990/91 l'entrenador Tomislav Ivić li va donar minuts a final de la lliga en altres 2 partits. En la 1991/92, la seva tercera temporada en el club matalasser, amb Luis Aragonés com a entrenador va disputar 2 partits i el 7 de juny de 1992 va marcar el seu primer gol en Primera Divisió davant l'Albacete (4-1). Finalment en la 1992/93, va pujar al primer equip definitivament, va disputar 19 partits i va transformar 2 gols.
En la temporada 1993/94 el club blanc-i-roig el cedeix per una temporada al Reial Valladolid. Alfaro tan sols va disputar 5 partits amb l'equip val·lisoletà. Posteriorment, a l'estiu de 1994 va fitxar per l'Hèrcules CF, equip on va ser un ídol per a l'afició herculana. El seu debut amb el conjunt alacantí va ser en Segona Divisió en la temporada 1994/95, davant l'Atlètic Marbella, en l'Estadi José Rico Pérez. En aquest partit va assolir el seu primer gol amb la samarreta herculana.
La temporada 96/97, va jugar 38 partits en Primera Divisió amb l'Hèrcules, marcant 15 gols i convertint-se en un especialista llançador de penalts (va llançar 9 marcant-los tots). Els celebrava ensenyant samarretes dels seus grups de rock preferits, com ara AC/DC. L'estiu de 1997 l'Sporting de Gijón va voler fitxar-lo, però l'Hèrcules Club de Futbol es va negar al traspàs.
Després de concloure la temporada 1997/98 amb els alacantins, va rebutjar una oferta del Celta de Vigo per a jugar en el Vila-real CF. Va disputar el seu primer partit amb els groguets el 31 d'agost de 1998, a l'Estadi Santiago Bernabéu contra el Reial Madrid (4-1). En el submarí groc va disputar 35 partits en Primera i va assolir 12 gols. En la seva segona temporada, després del descens, va jugar 13 partits i va marcar un gol. El seu rendiment en la temporada 1999/00 va estar condicionat per unes calcificacions en el turmell dret. El jugador va valorar la possibilitat d'operar-se, però finalment va decidir no passar per la sala d'operacions.
El juliol de 2000 es va incorporar al Real Murcia Club de Futbol, amb la carta de llibertat després de rescindir el seu contracte amb el Vila-real CF, que l'havia declarat transferible a la fi de temporada. Va signar un contracte fins al 30 de juny de 2002. L'Hèrcules CF va estar licitant fort per Alfaro abans que es decantés finalment per l'equip murcià. Va debutar amb l'equip pimentoner el 24 de setembre de 2000, en el partit Reial Múrcia CF-Albacete Balompié (2-0). Va substituir a Luis Tonelotto en el minut 69. A Murcia no va comptar amb massa ocasions, jugant 14 partits en la primera volta de la temporada 2000/01.
Va tornar l'Hèrcules CF en la segona volta de la temporada 2000/01, amb la carta de llibertat després de rescindir el seu contracte amb el Real Murcia. L'equip de l'Alacantí es trobava a Segons Divisió B, una categoria que mai havia trepitjat Alfaro. La temporada 2001/02 va estar també marcada per tendinitis. Va actuar esporàdicament durant la lliga, i sempre que ho va fer ser forçant i amb molèsties. Malgrat tot, Alfaro va finalitzar amb un bon registre de gols. Va començar la temporada 2002/03, però abans d'acabar l'any 2002 va decidir retirar-se del futbol a causa de la tendinitis aquílea crònica.
Després de deixar de jugar al futbol, Manolo Alfaro va fitxar en la temporada 2004/05 per la RSD Alcalá com a director esportiu, així mateix va entrenar al juvenil A, i va fer de segon entrenador del primer equip en Segona Divisió B al costat de l'entrenador serbi Josip Višnjić. En la 2005/06 va realitzar treballs com a cercapromeses de l'Hèrcules CF. L'estiu de 2006 va fitxar com a entrenador del FC Jove Espanyol de la localitat alacantina de Sant Vicent del Raspeig, equip de la Tercera Divisió. Al març de 2007 va dimitir del conjunt de l'Alacantí per motius personals.
Posteriorment va començar la temporada 2007/08 entrenant al CD San Fernando de Henares, encara que no va arribar a acabar la temporada. Eixe mateix any va jugar amb els matalassers la Lliga Indoor juntament amb altres ex jugadors del conjunt del Manzanares.
Al febrer de 2008 Alfaro va tornar a l'Hèrcules CF com nou director esportiu al costat de Paquito Escudero, per a la planificació de la plantilla de jugadors de la temporada 2008/09.

### Anecdotari
- El seu ídol era l'ex jugador del Reial Madrid Juanito.
- Va marcar 28 dels 30 primers penals de la seva carrera esportiva.
- En la seva etapa com a jugador va manifestar públicament en nombroses ocasions la seva oposició a la sentència Bosman.

## Clubs

### Com jugador
| Club               | Any       |
| ------------------ | --------- |
| Atlètic de Madrid  | 1989-1993 |
| Real Valladolid CF | 1993-1994 |
| Hèrcules CF        | 1994-1998 |
| Vila-real CF       | 1998-2000 |
| Real Murcia CF     | 2000-2001 |
| Hèrcules CF        | 2001-2002 |

### Com entrenador
| Club                       | Any       |
| -------------------------- | --------- |
| FC Jove Espanyol           | 2006-2007 |
| CD San Fernando de Henares | 2007-2008 |

## Palmarès
| Títol        | Club              | Any       |
| ------------ | ----------------- | --------- |
| Copa del Rei | Atlètic de Madrid | 1991-1992 |